# یاروسواف ژامویدا
یاروسواف ژامویدا (لهستانی: Jarosław Żamojda؛ ‏ Polish: [jaˈrɔswaf] ()؛ ‏۱۷ آوریل ۱۹۶۰) فیلم‌بردار، بازیگر، فیلم‌نامه‌نویس و کارگردان فیلم اهل لهستان است.
از فیلم‌ها یا مجموعه‌های تلویزیونی که وی در آن‌ها نقش داشته‌است، می‌توان به نشانه‌گذاری‌شده، پدر متیو، ناپلئون، ارتباط خاموش، به تاخت و ماگدا ام. اشاره نمود.